# アンバー・リー・コナーズ
アンバー・リー・コナーズ（Amber Lee Connors、1991年4月9日) は、アメリカ合衆国の女性声優。ボールドウィン・ウォーレス大学卒業。

## 出演作品
太字はメインキャラクター。

### テレビアニメ
2015年
- Holy Knight（岸本リリス）
- れでぃ×ばと!（彩京朋美）

2016年
- 暗殺教室（ゲーマー少年）
- ディバインゲート（マクベス）
- 三者三葉（ビラコチャ（猫））
- ラブライブ!サンシャイン!!（鹿角理亞）
- チア男子!!（酒井千裕）
- ファイト一発! 充電ちゃん!!（パルス・トランス）
- 競女!!!!!!!!（神無のぞみ）
- ジョーカー・ゲーム（西山千鶴）
- ねじ巻き精霊戦記 天鏡のアルデラミン（カンナ・テマリ）

2017年
- 艦隊これくしょん -艦これ-（大井）
- 緋弾のアリアAA（佐々木志乃）
- 恋愛暴君（緋山茜）
- 終末なにしてますか? 忙しいですか? 救ってもらっていいですか?（クトリ・ノタ・セニオリス）
- Rio RainbowGate!（リオ・ロリンズ・タチバナ）
- 銀の墓守り（陸怜）
- ブレイブウィッチーズ（雁淵孝美）
- つぐもも（金山たぐり）
- ようこそ実力至上主義の教室へ（網倉麻子）
- レガリア The Three Sacred Stars（ユインシエル・アステリア）
- ラクエンロジック（東瑞希）
- 異世界はスマートフォンとともに。（オリガ・ストランド）
- NEW GAME!（岡田（第2期第3話））
- 異世界食堂（アルテ）
- コンビニカレシ（木崎和架）
- ONE PIECE（セイラ）
- 王様ゲーム The Animation（倉本綾）
- 妹さえいればいい。（大野アシュリー）
- 血界戦線（ジャネット・バルロー）
- 無彩限のファントム・ワールド（川神舞）
- ハンドレッド（霧島サクラ）
- RWBY（ヴァーナル）

2018年
- 伊藤潤二『コレクション』（さゆり）
- 刀使ノ巫女（タキリヒメ）
- ポプテピピック（吉川博美）
- Citrus（藍原芽衣）
- 東京喰種トーキョーグール:re（村咲乃）
- 博多豚骨ラーメンズ（ミサキ）
- バジリスク 〜甲賀忍法帖〜（夜叉至）
- 僕のヒーローアカデミア（Ms.ジョーク）
- 銀河英雄伝説 Die Neue These（アンネローゼ・フォン・グリューネワルト）
- ハイスクールD×D HERO（ジャンヌ）
- はるかなレシーブ（トーマス・紅愛）
- Re:ゼロから始める異世界生活（フォルトナ）
- はねバド!（羽咲綾乃）
- ロード オブ ヴァーミリオン 紅蓮の王（白木優羽莉）
- SSSS.GRIDMAN（はっす）
- ユリシーズ ジャンヌ・ダルクと錬金の騎士（シャルロット）
- やがて君になる（日向朱里）
- CONCEPTION（ユズハ）
- FAIRY TAIL（ブランディッシュ・μ）

2019年
- 魔法少女特殊戦あすか（ラウ・ペイペイ）
- 明治東亰恋伽（ジェーン）
- ドラゴンボール超（ダーコリ）
- えんどろ〜!（ローナ姫）
- 刻刻（佑河樹里）
- アズールレーン（赤城）
- 僕の彼女がマジメ過ぎるしょびっちな件（西城梨奈）
- フルーツバスケット（相田リカ）
- この音とまれ!（鳳月さとわ）
- 炎炎ノ消防隊（シスター クレマチス、環の母）
- Cutie Honey Universe（早見順平、カッタークロー）
- Dr.STONE（リューさん）
- すのはら荘の管理人さん（月見里菫）
- ありふれた職業で世界最強（カトレア）
- なんでここに先生が!?（立花千鶴）
- けものフレンズ（ヒグマ）
- とある科学の一方通行（エステル＝ローゼンタール）
- Meta Runner（Lucinia Porter）
- はたらく細胞（巨核球）
- 鬼滅の刃（鳴女）
- 放課後さいころ倶楽部（高屋敷花）

2020年
- To LOVEる -とらぶる-（古手川唯）
- インフィニット・デンドログラム（マリー・アドラー）
- テルマエ・ロマエ（知恵）
- 食戟のソーマ 餐ノ皿（梁井メア）
- ド級編隊エグゼロス（朝名夕奈）
- 魔女の旅々（イレイナ）
- ポケットモンスター（ホノカ）
- 魔法科高校の劣等生 来訪者編（渡辺摩利）
- グレイプニル（海斗（幼少期）、愛子の母）

2021年
- 進撃の巨人（ピーク・フィンガー）
- 呪術廻戦（冥冥、吉野凪）
- 新サクラ大戦 the Animation（東雲初穂）
- 魔王城でおやすみ（でびあくま）
- たとえばラストダンジョン前の村の少年が序盤の街で暮らすような物語（キキョウ）
- ワンダーエッグ・プライオリティ（西城くるみ）
- Re:ゼロから始める異世界生活2nd season（フォルトナ）
- くまクマ熊ベアー（アトラ）
- 俺だけ入れる隠しダンジョン 〜こっそり鍛えて世界最強〜（サラ・ロングローン、レノア・ブルードン）
- バック・アロウ（トム）
- 戦闘員、派遣します!（スノウ）
- 美少年探偵団（麗）
- 異世界魔王と召喚少女の奴隷魔術（ルマキーナ・ウエスエリア）
- ひぐらしのなく頃に業（野村）
- スライム倒して300年、知らないうちにレベルMAXになってました（フラットルテ）
- SHOW BY ROCK!! ましゅまいれっしゅ!!（スモモネ）
- 七つの大罪 憤怒の審判（ゲルダ）
- ヴァニタスの手記（ファニー、アストルフォ（幼少期））
- 半妖の夜叉姫（海蛇女）

2022年
- ジョジョの奇妙な冒険 ストーンオーシャン（グェス、囚人）
- ブルーピリオド（白井さん）
- トライブナイン（神木結衣）
- ドールズフロントライン（M4A1）
- 古見さんは、コミュ症です。（古見硝子）
- 天才王子の赤字国家再生術（フラーニャ・エルク・アルバレスト）
- 東京24区（黒葛川早紀子）
- ルパン三世 PART6（メルセデス・カミロ）
- ルパン三世 EPISODE:0 ファーストコンタクト（エリナ）
- 盾の勇者の成り上がり（オスト＝ホウライ）
- BORUTO-ボルト- NARUTO NEXT GENERATIONS（デルタ）
- 時光代理人 -LINK CLICK-（Li Liang's Wife）
- BLEACH 千年血戦篇（斑目志乃）

2023年
- アンデッドアンラック（ジーナ＝チェンバー）
- Last Cookie Standing（ライ麦味クッキー）

2024年
- ダンジョン飯（フィオニル など）
- ラブ★コン（小泉リサ）
- 夜桜さんちの大作戦（不動りん）
- BEYBLADE X（難波ゆに）

### 劇場アニメ
2017年
- ONE PIECE FILM GOLD（バカラ）
- 映画 聲の形（川井みき）
- 劇場版 FAIRY TAIL -DRAGON CRY-（ブランディッシュ・μ）

2018年
- HELLS（神楽坂レイ）

2020年
- ラブライブ!サンシャイン!! The School Idol Movie Over the Rainbow（鹿角理亞）
- 劇場版シティーハンター 〈新宿プライベート・アイズ〉（御国真司（幼少期））

2021年
- 巨蟲列島（神野美鈴）
- シャーロック・ホームズの大追跡（Orphans）
- 劇場版 七つの大罪 光に呪われし者たち（ゲルダ）

2022年
- 劇場版 呪術廻戦 0（冥冥）

2023年
- 名探偵コナン 緋色の弾丸（メアリー・世良）

2024年
- 劇場版 天元突破グレンラガン 螺巌篇（シベラ・クトー）
- 劇場版 美少女戦士セーラームーンCosmos（セーラーΧ）

### Webアニメ
2019年
- 7SEEDS（末黒野花）

2020年
- 薄明の翼（モロバレル、ワルビアル、ミツハニー）

2021年
- Pokémon Evolutions（カルネ）

2022年
- 賭ケグルイ双（聚楽幸子）

### ゲーム
2010年
- Heroes of Newerth（Death Metal Rhapsody, Circe the Deceiver, Yi Peng, Countessa Raze）

2011年
- King Cashing（Female Archer Hero）

2012年
- Princess Battles（Aurelia）
- Dust: An Elysian Tail（Ginger）
- Malevolence: The Sword of Ahkranox（様々なキャラクター）

2013年
- King Cashing 2（Melee, Tamer, Cyborgette）
- The Elder Scrolls V: Skyrim（Viconia Devir）

2014年
- Detective Grimoire: Secret of the Swamp（Sally Spears）
- SMITE（Scarlet Dangerfield, Skadi Pixel Lancer, Revenge Tech Nemesis, Valkyrie's Rage Thanatos）
- DreadOut（Ira, Kuntilanak, Suzi）
- Dead Island: Epidemic（Amber, Hailey）
- HuniePop（Beli Lapran）

2016年
- FNaF World（Toy Chica, Nightmare Chica, JJ）
- PAYDAY 2（Female Bank Employee）
- HunieCam Studio（Beli, Candy, Sarah）
- Battlerite（Jade）
- Five Nights at Freddy's: Sister Location（Clara）

2017年
- Marvel Avengers Academy（メデューサ）
- Regalia: Of Men and Monarchs（Gwendolyn, 追加ボイス）
- Battle Chef Brigade（シヴ・ザヤ、ソーン、ハズギル）
- The Letter（Hannah Wright）
- 伝説対決 -Arena of Valor-（Dextra）

2018年
- Paladins（Aurora Furia, Battlesuit Eagle Eye Kinessa）
- Ultimate Custom Night（Toy Chica）
- Atlas（Human Female Character）

2019年
- Wargroove（Koji）
- AFKアリーナ（ライカ）
- ポケモンマスターズ（アテナ）
- Borderlands 3（Female Psycho, Female Wildcard, Carolina, Sandy Hart）
- Gibbous - A Cthulhu Adventure（Margot）
- Tangle Tower（Sally）
- ReadySet Heroes（Sloane, Announcer）
- 英雄伝説 閃の軌跡III（シャーリィ・オルランド、《緋》のローゼリア）
- メイプルストーリー（Farasi、セレン）
- CONCEPTION PLUS 俺の子供を産んでくれ!（フェミルナ）

2020年
- ARK: Survival Evolved（Helena Walker/HLNA）
- Exogenesis: Perils of Rebirth（Hayami Koto）
- 英雄伝説 閃の軌跡IV -THE END OF SAGA-（シャーリィ・オルランド、《緋》のローゼリア）
- WAR OF THE VISIONS ファイナルファンタジー ブレイブエクスヴィアス 幻影戦争（リリス）
- エターナルリターン（シセラ）

2021年
- スマッシュレジェンド（アリス）
- GUILTY GEAR -STRIVE-（イノ）
- クッキーラン:キングダム（ライ麦味クッキー）
- ファイアーエムブレム ヒーローズ（ビーゼ）
- レジェンド・オブ・ルーンテラ（Ada）
- 神獄塔 メアリスケルターFinale（ギロチン）
- PHANTASY STAR ONLINE 2 NEW GENESIS（アイナ）
- Transformers: Tactical Arena（Windblade）

2022年
- Relayer（ミンタカ、追加ボイス）
- DISLYTE-神世代ネオンシティ-（Jiang Man）
- Tower of Fantasy（幻塔）（ツバサ）
- 勝利の女神:NIKKE（マクスウェル、メアリー）

2023年
- Path of the Midnight Sun（Faratras Hoikade）
- 聖塔神記 トリニティトリガー（ヴァイオレット）
- ストリートファイター6（女性アバター）
- 超探偵事件簿 レインコード（ハララ＝ナイトメア）
- 原神（フリーナ、フォカロルス）
- ルーンファクトリー3スペシャル（さくや）
- リトルプリンセス マール王国の人形姫2（マージョリー）
- 天使のプレゼント マール王国物語（マージョリー）
- 魔界戦記ディスガイア7（カノンライン）
- Astral Ascent（Ayla）
- NARUTO X BORUTO ナルティメットストームコネクションズ（デルタ）

2024年
- ユニコーンオーバーロード（ヒルダ）
- リードオンリーメモリーズ:ニューロダイバー（ゲイト）
- 超次元ゲイム ネプテューヌ GameMaker R:Evolution（エフーシャ）

2025年
- 餓狼伝説 City of the Wolves（B.ジェニー）